# HD 218108
HD 218108，又名CP-80 1064，SAO 258105、HR 8786，是一颗恒星，视星等为6.12，位于銀經308.6，銀緯-36.49，其B1900.0坐标为赤經23h 0m 15.3s，赤緯-80° -36.49′ 13″。